# Colorado City (Colorado)
Colorado City es un lugar designado por el censo ubicado en el condado de Pueblo en el estado estadounidense de Colorado. En el Censo de 2010 tenía una población de 2.193 habitantes y una densidad poblacional de 61,33 personas por km².

## Geografía
Colorado City se encuentra ubicado en las coordenadas 37°56′12″N 104°50′44″O / 37.93667, -104.84556. Según la Oficina del Censo de los Estados Unidos, Colorado City tiene una superficie total de 35.76 km², de la cual 35.47 km² corresponden a tierra firme y (0.8%) 0.28 km² es agua.

## Demografía
Según el censo de 2010, había 2.193 personas residiendo en Colorado City. La densidad de población era de 61,33 hab./km². De los 2.193 habitantes, Colorado City estaba compuesto por el 92.84% blancos, el 0.91% eran afroamericanos, el 1.46% eran amerindios, el 0.23% eran asiáticos, el 0% eran isleños del Pacífico, el 1.96% eran de otras razas y el 2.6% pertenecían a dos o más razas. Del total de la población el 13.82% eran hispanos o latinos de cualquier raza.